# Rumon Gamba
Rumon Gamba, född 24 november 1972 i Storbritannien, är en brittisk dirigent.
Rumon Gamba studerade vid Royal Academy of Music och vann 1990 en seger i BBC:s tävling för unga dirigenter. Han har bland annat haft återkommande uppdrag för Münchens filharmoniker, NDR:s orkester i Hamburg, Belgiska nationalorkestern, Göteborgs symfoniker och Berlins radiosymfoniker. Rumon Gamba har även gästspelat i USA, Kanada, Australien, Nya Zeeland, Kina och Japan. Han har lett New York Filharmonins ungdomskonserter liksom barnkonserterna i Royal Albert Hall. Han var chefsdirigent för Norrlandsoperan 2009–15.
År 2002 valdes han in i Royal Academy of Music.